# Модулированная электрогипертермия
Модулированная электрогипертермия или Онкотермия (oncothermia) — метод лечения солидных злокачественных опухолей путём локального воздействия высокочастотного электромагнитного поля (13.56 МГц), модулированного фрактальными гармоническими колебаниями в диапазоне частот 0-5 кГц, посредством импедансно-сопряжённых, функционально асимметричных электродов.
Систематическое название — локальная, глубокая, радиочастотная, фрактально-модулированная электрогипертермия.
В РФ онкотермия рекомендована к применению во всех учреждениях онкологического и нейроонкологического профиля в качестве основного комплементарного метода лечения солидных опухолей и основного химио- и радиомодификатора.
Преимуществами онкотермии являются эффективность (в том числе при субгипертермических и нормальных температурах), безопасность, широкая сфера и простота применения.

## Предпосылки и история
Онкотермия является результатом эволюции и конвергенции онкологической гипертермии и электромагнитной терапии.

### Онкологическая гипертермия
Основная статья: Онкологическая гипертермия
Онкологическая гипертермия — это вид лечебной гипертермии, применяемый для лечения онкологических заболеваний, и связанный с нагревом опухолей в диапазоне 41-45 °C.
В настоящее время классическая (температурная) онкологическая гипертермия сохраняется как экспериментальная дисциплина без надлежащей теоретической базы ввиду несостоятельности температурной концепции гипертермии, и без определённых перспектив клинического применения, поскольку гипертермия не даёт клинических преимуществ, но значительно повышает трудоёмкость и токсичность лечения.
Тем не менее, 50-летняя история онкологической гипертермии сыграла огромную роль в формировании научной базы онкотермии и является, наряду с нетермическими методами электромагнитной терапии, её непосредственным предшественником. Ёмкостные гипертермические системы стали основой для разработки онкотермических систем.

### Электромагнитная терапия в онкологии
Основная статья: Онкологическая электромагнитная терапия
Онкологическая электромагнитная терапия (ЭМТ) — это лечение онкологических заболеваний с применением электромагнитных полей (ЭМП).
Энергия электромагнитного поля частично преобразуется в работу по модификации молекул, клеток и тканей, а частично преобразуется в тепловое движение молекул (нагрев), пропорционально КПД процесса. Суммарный эффект ЭМТ таким образом, определяется сочетанием "термозависимых" (определяемых повышением температуры биологического объекта) и "нетермозависимых" (не зависящих от температуры биологического объекта) эффектов.
На раннем этапе развития ЭМТ значение и само существование нетермозависимых эффектов в области высокочастотных полей отрицалось, что привело к формированию "термальной догмы", сводившей воздействие высокочастотных ЭМП исключительно к нагреву. В настоящее время нетермозависимые эффекты высокочастотной ЭМТ доказаны и широко используются в медицине и онкологии.

### Электрогипертермия и онкотермия
Автором технологии онкотермии является венгерский биофизик Андраш Сас (Andras Szasz). Изучая электронную структуру и фазовые переходы нестабильных и метастабильных материалов в качестве приглашённого профессора в университете Стретчклайда (Великобритания), он получил ряд интересных результатов, и в 1988 г. учредил компанию для их практического применения. Вектор в направлении онкологической гипертермии определился после встречи с немецким врачом Фридрихом Дауэсом (Friedrich Douwes), ныне Президентом Немецкого онкологического общества (DGO). Первым изделием компании стала система для гипертермии простаты PCT (Prostate Cancer Treatment), собранная, как положено начинающей технологической компании, в гараже основателя. За ней в 1991 г. последовала система для локальной, глубокой онкологической гипертермии — стандартная ёмкостная система 13,56 МГц/500 Вт с симметричными электродами (идея LeVeen).
Начало 90-х годов было периодом максимального подъёма онкологической гипертермии: она была "горячей темой" в исследованиях и считалась потенциальным четвёртым базовым методом лечения в онкологии, наряду с хирургией, лучевой и химиотерапией (См. Краткая история онкологической гипертермии), хотя отношение клиницистов к ней было скептическим уже к середине 80-х гг. XX века. К середине 90-х гг., после провала основных рандомизированных исследований, клиническая и теоретическая несостоятельность гипертермии стала очевидной. А. Сасу также, несмотря на все усилия, после 5 лет интенсивных исследований не удалось добиться ни устойчивого нагрева, ни необходимой стабильности поля и безопасности, ни должной клинической эффективности. Разработаная в 1996 г. система для общей гипертермии показала высокую токсичность и низкую эффективность. После того, как все манипуляции с электродами, режимами и схемами ни к чему не привели, стало очевидно, что причина — в самой гипертермии, то есть в её температурной концепции.
Обращение к нетермическим эффектам в этой ситуации было естественным и необходимым, тем более что для этого имелись все необходимые основания. К началу 90-х гг. были открыты и изучены все основные нетермические эффекты ЭМП и частично внедрены в практику основные нетермические технологии (См. История онкологической ЭМТ). Работы Германа Швана заложили прочный биофизический фундамент нетермической ЭМТ, и вопрос о биологических эффектах электромагнитных полей был, наконец, прямо поставлен на повестку дня, нарушив негласный запрёт, установленный "термальной догмой". Первая нетермическая технология электроканцерной терапии (ЭКТ) (гальванизация) не только заявила о себе усилиями Норденстрёма, но и показала, что для достижения значимого нетермического клинического эффекта достаточно минимальной мощности (5-15 Вт). Вышли основополагающие работы по фрактальной физиологии.
В основе научного подхода А. Саса как классического биофизика, выросшего в научном смысле в рамках неравновесной физики метастабильных систем, лежала синергетика — теория сложных, неравновесных, диссипативных, самоорганизующихся систем. Его первые биологические работы касались базовых проблем: структуры воды и попыток влиять не неё физическими методами, фрактальной организации живых систем, вопросов самоорганизации на субклеточном и клеточном уровне и влияния шума на процессы самоорганизации диссипативных систем. Этот подход был гораздо шире узконаправленной, термоцентрической концепции гипертермии.
В узком смысле предполагалось создать электромагнитный аналог ЭКТ, лишённый её основных недостатков — инвазивности и ограниченного размера области воздействия. Поскольку при неинвазивном воздействии переменных ЭМП использовать электрохимический механизм ЭКТ не представлялось возможным, основной идеей технологии стало использование нетермозависимых эффектов бета-дисперсионного диапазона, основанных на селективном поглощении энергии, внеклеточном нагреве, дестабилизации мембран и модуляции при отрицании центральной роли температуры. При этом новая технология основывалась на чётком понимании идеи Германа Швана о невозможности получить существенные нетермические эффекты ЭМП при интенсивности поля, которая не вызывает существенного нагрева, то есть изначально создавалась как гипертермическая нетермозависимая.
Изменение парадигмы потребовало перехода от ёмкостного сопряжения к импедансному в связи с изменением задачи с максимального нагрева тканей на достижение максимальной величины внутритканевых токов. В 1996 г., со внедрения функционально асимметричных электродов, началось коренное переосмысление традиционного ёмкостного дизайна, а к 1998 г. концепция приобрела законченный вид в системе EHY2000. Новая технология получила название "электрогипертермии" (EHY), имея в виду "гипертермическую электротерапию". Электрогипертермия изначально понималась как новая парадигма гипертермии, качественно новый уровень технологии. Для неё была создана принципиально новая теоретическая база, основанная на энергии, дозе и мембранотропном эффекте. В 1999 году компания изменила название на "Онкотерм" (OncoTherm), давшее начало термину "онкотермия".
Выход электрогипертермии на рынок около 1998 г. сопровождался появлением публикаций  и докладов  с весьма позитивными клиническими результатами, и уже к 2003 г. в эксплуатации находилось около 100 электрогипертермических систем. Новая технология, прямо отрицавшая роль температуры в гипертермии, встретилась с естественной оппозицией гипертермического сообщества, традиционно придерживающегося "термальной догмы", в рамках которой любое воздействие, кроме термического, считалось псевдонаучным (См. Проблемы нетермических технологий). Научной дискуссии как таковой не возникло: односторонние попытки адептов электрогипертермии указать на явный кризис гипертермии, его причины и пути выхода из него не нашли отражения в гипертермической литературе. Тем не менее, несмотря на скрытое и явное противодействие гипертермического сообщества, онкотермия получила поддержку со стороны практической медицины, и быстро стала ведущей мировой гипертермической технологией: на начало 2010 г. в эксплуатации находилось около 350 онкотермических систем в 25 странах мира.
Популярность электрогипертермии в Германии вызвала необоснованное использование этого термина традиционными гипертермическими технологиями с аналогичной рабочей частотой 13.56 МГц, что отчасти привело к дискредитации термина "электрогипертермия" в середине 2000-х гг. Кроме того, термин "электрогипертермия" не отражает синергетического характера технологии, выходящего за рамки просто электротерапии: фрактальная модуляция, являющаяся неотъемлемой частью технологии, направлена на стимуляцию самоорганизации биосистем.  В связи с этим, в настоящее время для обозначения технологии целесообразно использовать термин "модулированная электрогипертермия" (мЭГТ, mEHT) или "онкотермия".
В 2006 г. появилась система EHY2000 Plus  — модернизация концепции EHY2000, направленная на существенное усиление нетермической составляющей эффекта с учётом новых разработок. В 2008 г. представлена мультилокальная концепция EHY3010 ML, рассматриваемая как качественный прорыв в практике онкологической ЭМТ. Наряду с резким повышением эффективности передачи энергии с ткани (в 10-15 раз), эта система позволила совместить преимущества локальной онкотермии с возможностями одновременного воздействия на множественные и диссеминированные опухоли, приближаясь в этом смысле к тем возможностям, которые предполагались, но не были достигнуты в рамках общей гипертермии.
Продолжалось теоретическое осмысление нетермозависимых механизмов онкотермии с точки зрения векторных потенциалов и "нулевых полей" , резонансных феноменов и электродинамических взаимодействий движущихся нейтральных электролитов. В 2009 г. была экспериментально подтверждена нетермозависимость эффекта онкотермии и показано, что нетермозависимые эффекты в 2-3 раза сильнее эффекта температуры.
В 2011 г. в издательстве Springer (Нью-Йорк) вышла монография "Онкотермия: принципы и практика", обобщающая все накопленные к тому времени теоретические концепции, экспериментальные и клинические данные. С физической точки зрения онкотермия позиционируется как технология мембранного нагрева на нано-уровне (нано-гипертермия).

## Теория и действующие механизмы
Теория онкотермия изложена в ряде работ и суммирована в монографии "Онкотермия: принципы и практика"

### Внеклеточный нагрев и мембранотропные эффекты

Диапазон бета-дисперсии на графике частотной зависимости диэлектрической проницаемости биологической ткани

Диэлектрическая проницаемость тканей снижается по мере роста частоты, при этом на графике выделяется два основных участка отклонения диэлектрической проницаемости от линейной зависимости — т.н. участки дисперсии, именуемые, по мере роста частоты, участками альфа- и бета- дисперсии. Феномен бета-дисперсии в диапазоне радиочастот 105−108 Гц обусловлен экранированием электромагнитного излучения мембранным потенциалом клеток. Вследствие этого излучение указанного частотного диапазона распространяется преимущественно по межклеточной жидкости, нагревая её посредством диэлектрической релаксации (ионной и дипольной) В результате формируется трансмембранный температурный градиент, который при онкотермии составляет 0,01-0,001 К/нм.
Температурный градиент приводит к возникновению термодиффузии, многокомпонентного процесса, результирующей которого является входящий ионный ток Na+. В норме ток Na+ с абсолютной величиной ~12 пА/нм2 направлен из клетки (исходящий). При онкотермическом воздействии меняется направление тока (входящий), а его величина возрастает до ~150 пА/нм2, следствием чего является деполяризация клеточной мембраны — снижение мембранного потенциала на 10-30% (~20 мВ); одновременно повышается внутриклеточное давление (до ~1.3 мПа), поскольку Na+, как осмотически активный катион, увлекает за собой воду, что приводит к набуханию клеток, выпрямлению клеточной мембраны и нарушению функции мембран-связанных ферментов. Снижение мембранного потенциала приводит к значительному снижению потенциала пробоя и развитию радиочастотной электропорации, связанной с образованием большого количества мелких, короткоживущих мембранных пор, и повышению мембранной проницаемости. Повышение мембранной проницаемости, с одной стороны, приводит к возникновению входящего тока Ca2+, запускающего, посредством активации Ca2+-зависимых протеинкиназ, ряд процессов, приводящих к развитию внутриклеточного повреждения, а также к экспрессии на наружной поверхности клеточной мембраны внутриклеточных макромолекул — триггеров апоптоза, прежде всего белков теплового шока (HSP) и белка p53. Выраженная дестабилизация мембран в сочетании со внутриклеточным Ca2+-зависимым повреждением может приводить к разрушению мембраны и гибели клетки (некроз). Выход внутриклеточных макромолекул в межклеточное пространство стимулирует противоопухолевый иммунитет и обеспечивает абскопальный эффект онкотермии.

### Фрактальная модуляция
В технологии онкотермии используется специальная фрактальная модуляция несущей частоты.
Наличие многочисленных опухоль-специфических резонансных частот в диапазоне от 0 до 100 кГц, способных селективно подавлять пролиферацию опухолей подтверждено экспериментально, однако попытки модулировать радиочастотное излучение дискретными частотами могут быть затруднительными в связи с тем, что частотный спектр у каждого типа опухоли и каждого пациента уникален.
В технологии онкотермии используется решение на основе т. н. «стохастического резонанса» — известного феномена манифестации подпороговых сигналов при наложении фонового шума. Такой шум с определённым спектром и интенсивностью служит одновременно усилителем для сильных сигналов и фильтром для слабых, и способен неспецифически усиливать значимые резонансные частоты, и одновременно подавлять незначимые. Использование частотного диапазона модуляции 0-5 кГц обусловлено тем, что в этом диапазоне находятся наиболее важные «клеточные» резонансные частоты.
В технологии онкотермии для модуляции используется т. н. «розовый шум», интенсивность которого убывает пропорционально росту частоты (1/f). «Розовый шум» является фундаментальной характеристикой живых систем, отражающей их фрактальную организацию ("фрактальный шум"). Поскольку злокачественные ткани утрачивают упорядоченность и организацию, свойственную здоровым тканям, и имеют в целом хаотическую структуру, они эмитируют преимущественно т. н. «красный» или «броуновский» шум с иной спектральной характеристикой (1/f2)
. Вследствие этого удельное поглощение энергии (SAR) модулированного «розовым» шумом радиочастотного электрического поля в опухолевых участках со спектральной характеристикой «броуновского» шума выше, чем в «розовошумных» нормальных тканях (подобно тому, как поляризованный свет не поглощается в средах, направление поляризации которых совпадает с его вектором поляризации, но частично или полностью поглощается в средах с другими направлениями вектора поляризации).
Также, воздействие шума на диссипативные системы приводит к возникновению пространственной упорядоченности на клеточном и субклеточном уровне. Поскольку хаотическая дезорганизация является неотъемлемым признаком малигнизации, восстановление упорядоченности препятствует её развитию.
Таким образом, фрактальная модуляция, используемая в технологии онкотермии, позволяет усиливать резонансные частоты для подавления роста опухолей, создаёт пространственную упорядоченность, препятствующую малигнизации, а также усиливает поглощение энергии электрического поля тканями опухоли, что является дополнительным механизмом селективности онкотермии.

### Восстановление межклеточных соединений
Поскольку в диапазоне бета-дисперсии силовые линии поля в тканях, ввиду их экранирования мембранным потенциалом, распределены неравномерно и концентрируются в узких межклеточных промежутках, в них формируется высокий градиент поля, порождающий значительные пондеромоторные силы, вызывающие ориентировочный эффект — упорядочение пространственной ориентации дипольных молекул, в основном белков, вдоль силовых линий поля, — и способствующие восстановлению межклеточных контактов — адгезивных соединений и щелевых контактов. Восстановление межклеточных контактов восстанавливает межклеточную контактную коммуникацию и пути передачи "социальных" межклеточных сигналов, в частности, сигналов апоптоза.
Экспериментальные данные, полученные на ксенотрансплантатах опухолей in vivo, подтверждают достоверное и значительное повышение содержания компонентов межклеточных соединений — Е-кадгерина, бета-катенина и коннексина, — после онкотермического воздействия, в сравнении как с нелеченым контролем, так и с температурной гипертермией.

### Нетемпературозависимость эффекта
В эксперименте in vivo на голых мышах сравнивалась эффективность гипертермии и онкотермии против контрлатерального нелеченого контроля на ксенотрансплантате человеческой колоректальной карциномы HT29.
Температурозависимый прирост клеточного повреждения (определяемого гистологически по доле нежизнеспособных тканей (без различия некроза и апоптоза) после специального окрашивания максимальных поперечных срезов опухолей, иссечённых через 24 ч после воздействия) вследствие повышения температуры на 4 °C (38-42 °C) составил 11,5 % (11.2-11.8 %), тогда как нетемпературозависимые (полевые) эффекты обеспечили прирост на 39,5 % (39.2-39.8 %). Таким образом, эффективность нетемпературозависимых эффектов в развитии клеточного повреждения при онкотермии в 3.5 раза превышает эффективность собственно температуры. Результат был воспроизведён на ксенотрансплантатах человеческой эпидермальной карциномы A431 и модели мышиной глиобластомы GL261.
С термодинамической точки зрения, основная часть энергии внешнего поля (50-75%) при онкотермии преобразуется в работу по дестабилизации мембран через механизмы термодиффузии, поддерживаемые трансмембранным температурным градиентом на наноуровне. Работа этой "мембранной машины" определяется мощностью поля и не зависит от макроскопической температуры. Мембранотропный эффект онкотермии, таким образом, является термоиндуцированным, но не температурозависимым. Необходимым условием его реализации является наличие трансмембранного температурного градиента, который может существовать только в неравновесном состоянии (фаза нагрева). Когда макроскопическая температура достигает порога токсичности (~42 °C), определяемого началом повреждения здоровых тканей (что определяет невозможность дальнейшего повышения мощности поля), наступает стадия термодинамического равновесия (фаза "плато"), при которой значимые различия между температурой внеклеточной и внутриклеточной сред отсутствуют и нетермические эффекты минимизируются (классическая гипертермия). Таким образом, равновесное состояние (максимальная макроскопическая температура) подавляет нетермические эффекты.

### Стимуляция апоптоза
Особенностью онкотермического воздействия является преимущественно апоптотический характер клеточного повреждения, в отличие от гипертермии, обладающей преимущественно некротическим эффектом. Апоптотический эффект онкотермии обуславливает низкую токсичность и отсроченный характер эффекта: в эксперименте in vivo показано, что повреждение ткани опухоли после однократной процедуры онкотермии прогредиентно нарастает в течение 72 часов.
Основную роль в активации апоптоза при онкотермии играют внеклеточная экспрессия внутриклеточных макромолекул, преимущественно белков теплового шока (HSP) и белка p53, вследствие повышения мембранной проницаемости; восстановление межклеточной коммуникации и контактных путей передачи сигналов апоптоза вследствие ориентировочного эффекта электрического поля (сходные эффекты показаны при использовании излучения низкочастотного диапазона); гиперэкспрессия бета-катенина, которая сама по себе способна стимулировать апоптоз (медиатор апоптоза) , а также создание пространственной упорядоченности под действием «шумовой» модуляции.
В эксперименте in vivo показано развитие апоптотической реакции у иммунодефицитных мышей и высокая системная иммуногенность апоптотической реакции при онкотермии.

### Абскопальный эффект
Абскопальный эффект описан при радиотерапии опухолей как крайне редкий феномен исчезновения отдалённых метастазов при локальном применении радиотерапии (системный эффект локальной радиотерапии). «Эффект свидетеля» (bystander effect) заключается в повреждении клеток, находящихся вне зоны действия радиации, но контактирующих с облучаемыми клетками, и связывается с передачей сигнала апоптоза по межклеточным соединениям или с выбросом гибнущими клетками опухоли биологически активных факторов (цитокинов), воздействующих на примыкающие здоровые клетки. "Эффект свидетеля" является частным случаем абскопального эффекта, но часто используется как синоним.
При онкотермии абскопальный эффект встречается часто, что связано, вероятно, с интенсивной стимуляцией иммунной системы при массированной экспрессии опухолевых антигенов, вызванной повышением мембранной проницаемости при онкотермическом воздействии. Эффект восстановления межклеточных соединений при онкотермии является универсальным и хорошо документирован.
В связи с частой встречаемостью при онкотермии, абскопальный эффект является предметом отдельного изучения с целью понять, является ли он облигатным или факультативным, и установить доминирующие механизмы эффекта. Абскопальный эффект рассматривается как важное возможное направление развития технологии как "противоопухолевой электровакцинации"
.
Абскопальный эффект онкотермии успешно смоделирован в эксперименте in vivo. Показано, что онкотермия вызывает высокоиммуногенную реакцию в месте воздействия, связанную с образованием большого количества апоптотических телец, которая может провоцировать системную иммунную реакцию при нормальной иммунной реактивности организма и/или применении иммуностимуляторов. Эта системная иммунная реакция может подавлять рост дистантных метастазов, обеспечивая системный эффект локального онкотермического лечения. 
В эксперименте in vivo показан синергизм онкотермии и иммунотерапии дендритными клетками

### Стимуляция иммунитета
Изучение иммуногенности онкотермии, вызванное распространённостью абскопального эффекта, находится в начальной стадии. Онкотермия индуцирует апоптоз у иммуно-дефицитных мышей и усиливает терапию дендритными клетками in vivo. Паллиативное применение онкотермии у онкологических больных IV стадии приводит к повышению маркеров иммунореактивности (гамма-интерферон, интерлейкин-12, альфа-TNF и др.), повышению качества жизни и значительному удлинению выживаемости.

### Подавление опухолевого роста
Онкотермия подавляет рост опухолей посредством подавления неоангиогенеза и непосредственного угнетения клеточной пролиферации.
Подавление клеточной пролиферации высокой температурой является известным феноменом, но его применимость в онкологической гипертермии ограничена тем, что безусловное торможение пролиферации в изолированных культурах клеток наступает при температурах >42 °C Динамика митотической активности при субгипертермических температурах (<42 °C) определяется временем воздействия: эффект торможения пролиферацию при температурах 40-42 °C развивается при нагреве >12 ч, а краткосрочный нагрев (<6 ч), напротив, обладает стимулирующим эффектом (см. Безопасность субгипертермических температур).
Онкотермическое подавление пролиферации опухолей основано на нетермических механизмах:
- резонансной эффект: стимуляция, посредством стохастического резонанса, опухоль-специфических частот, подавляющих пролиферацию➤;
- мембранотропный эффект: хотя в процессе митоза мембранный потенциал снижается, для деления необходимы определённая величина потенциала и стабильность мембраны; резкое снижение потенциала и дестабилизация мембран при онкотермии препятствует клеточному делению;
- субклеточный пондеромоторный эффект: диэлектрофоретические силы подавляют сборку митотического веретена[83].

### Подавление неоангиогенеза
Подавление неоангиогенеза показано в клиническом исследовании ː включение онкотермии в курс неоадъювантной лучевой терапии средними фракциями при операбельном раке прямой кишки привело к достоверному снижению экспрессии маркеров эндотелия сосудов (CD34) и рецептора эндотелиального фактора роста 1 (VEGFR1), что сопровождалось 5-кратным снижением частоты местных рецидивов (с 15,6% до 3,1%).

### Неспецифические эффекты
При применении онкотермии отмечены следующие неспецифические эффекты:
- дезинтеграция "монетных столбиков" эритроцитов за счёт возникающих диэлектрофоретических сил, что приводит к улучшение реологии крови и микроциркуляции[87][88].
- купирование хронического болевого синдрома, улучшение общего состояния и повышение качества жизни[53].

## Доказательства
Имеющиеся доказательства подтверждают эффективность, безопасность и универсальную применимость онкотермии. Онкотермия в настоящий момент (июль 2020) располагает 12 доказательствами уровня I-IV по CEBM при отсутствии негативных данных.
| Уровень    | Уровень    | I      | II     | III                  | IV                                               |
| ---------- | ---------- | ------ | ------ | -------------------- | ------------------------------------------------ |
| Позитивные | Количество | 1      | 1      | 3                    | 7                                                |
| Позитивные | Ссылки     | [ 89 ] | [ 90 ] | [ 91 ] [ 92 ] [ 93 ] | [ 34 ] [ 94 ] [ 95 ] [ 96 ] [ 97 ] [ 84 ] [ 98 ] |
| Негативные | Негативные | Нет    | Нет    | Нет                  | Нет                                              |

Учитывая несостоятельность доказательств классической гипертермии, онкотермия в настоящий момент является единственным доказательным гипертермическим методом. 

### Обзор клинических исследований
На конец 2019 года выполнено более 50 обсервационных клинических исследования (проспективных и ретроспективных) по онкотермии, , результаты которых отражены в 42 публикациях в рецензируемых журналах (на 11.2019). , и которые включали 19 локализаций:
- ЗНО головного мозга
- ЗНО головы и шеи
- ЗНО пищевода
- ЗНО бронхов и лёгких (немелкоклеточный и мелкоклеточный рак)
- ЗНО печени (гепатоцеллюлярная карцинома и метастазы)
- ЗНО желудка
- ЗНО поджелудочной железы
- ЗНО билиарной системы
- ЗНО почек
- ЗНО толстого кишечника
- ЗНО прямой кишки
- ЗНО шейки и тела матки
- ЗНО яичников
- ЗНО молочной железы
- ЗНО мочевого пузыря
- ЗНО простаты
- Костные ЗНО
- ЗНО кожи
- ЗНО мягких тканей.

### Рандомизированные исследования
Рандомизированное контролируемое исследование (РКИ) III фазы «Влияние модулированной электрогипертермии на местный контроль у ВИЧ-позитивных и ВИЧ-негативных пациентов с раком шейки матки в Южной Африке: первые результаты РКИ III фазы»  (PLOS One, 2019) выполнено на базе клиники университета Витватерсранд (Йоханнесбург); планирование и контроль осуществляли радиобиологи Гентского университета (Бельгия) и онкологического центра MD Anderson (США). Эффективность онкотермии оценивалась по сравнению с «золотым стандартом» лечения МР-РШМ, комбинированной радиотерапией (дистанционная РТ + брахитерапия) с эквивалентной дозой 86 Гр и сочетанной химиотерапией (два курса цисплатина 80 мг/м2 через 21 день). Онкотермия применялась в условиях здравоохранения с ограниченными ресурсами, и в условиях, когда большинство пациентов имели скомпрометированный иммунный статус (ВИЧ). В период с января 2014 года по ноябрь 2017 года 271 пациент с местнораспространённым раком шейки матки (МР-РШМ) стадии FIGO IIB-IIIB были рандомизированы для получения химиолучевой терапии с мЭГТ и без неё (контроль). МЭГТ назначалась 2 раза в неделю, непосредственно перед дистанционной радиотерапией. Первичным исходом был локальный контроль заболевания (ЛКЗ) по данным ПЭТ / КТ 18F-FDG, а вторичными – токсичность, качество жизни и двухлетняя выживаемость, с анализом по назначенному лечению (ITT). Непосредственный локальный контроль был лучше в группе мЭГТ, чем в контрольной группе (45.5% против 24.1%, р = 0.003), как и шестимесячная локальная безрецидивная выживаемость (ЛБРВ) (38.6% против 19,8%, р = 0.003). Авторы заключили, что МЭГТ в качестве химиорадиосенсибилизатора при раке шейки матки эффективна даже у пациентов с высоким риском и в условиях ограниченных ресурсов.
Онкотермия стала первым методом, который смог достоверно улучшить эффективность «золотого стандарта» радиохимиотерапии рака шейки матки, и единственным успешным гипертермическим РКИ III фазы при раке шейки матки за последние 20 лет после неудачи пяти РКИ III фазы с использованием классической гипертермии, причём в двух из них гипертермия снижала эффективность терапии сравнения. 
РКИ II фазы «Локальная модулированная электрогипертермия в сочетании с традиционной китайской медициной против интраперитонеальной химиоинфузии при лечении перитонеального карциноматоза со злокачественным асцитом», выполненное в больнице Клиффорд (Гуанчжоу, Китай), показало достоверное улучшение непосредственных результатов при сочетанном применении онкотермии и препаратов традиционной китайской медицины (ТКМ) при карциноматозе брюшины со злокачественным асцитом по сравнению с интраперитонеальной химиоинфузией. Частота объективного ответа в группе мЭГТ составила 77.69% против 63.85% в контроле (p <0.05), повышение качества жизни наблюдалось у 49.23% пациентов против 32.3% в контроле (p <0.05), а частота побочных эффектов составила 2.3% против 12.3% в контроле (p <0.05), при этом все побочные эффекты в группе мЭГТ были 1 степени тяжести.

### Нерандомизированные контролируемые исследования
Эффективность онкотермии показана в трёх контролируемых нерандомизированных исследованиях:
- «Клинико-экономическая оценка модулированной электрогипертермии в сочетании с высокодозовым темозоломидом в режиме 21/28 дней при лечении рецидивной глиобластомы: ретроспективный анализ двухцентрового немецкого когортного исследования с систематическим сравнением и анализом "эффект-лечение"» (ретроспективное контролируемое исследование) (BMJ Open, 2017): [91]

«Модулированная электрогипертермия (мЭГТ) достоверно улучшает выживаемость у пациентов, леченых высокими дозами темозоламида в режиме 21/28 дней. мЭГТ экономически эффективна, рентабельна и приводит к экономии бюджетных средств».

- «Сравнение постлучевой химиотерапия в сочетании с модулированной электрогипертермией с постлучевой химиотерапией при рецидивирующем раке шейки матки» (проспективное контролируемое исследование) (Oncol Lett, 2017): [92]

«Набрано 38 пациентов, 18 получили термохимиотерапию (ТХТ) и 20 химиотерапию (ХТ контроль). ТХТ дала достоверно лучший локальный ответ (p = 0.024), включая полный (p = 0.022), и существенное (89% против 50%), но недостоверное (p = 0.235) улучшение 1.5-летней выживаемости».
- «Модулированная электрогипертермия в интегральной терапии рецидивной злокачественной глиобластомы и астроцитомы» (ретроспективное контролируемое исследование) (Cancer Ther, 2019):[93]

«Включено 149 последовательных пациентов с глиобластомой (ГБ) (74%) и астроцитомой (АЦ) (26%), в числе которых 35% получили мЭГТ (25% пациентов с ГБ и 63% с АЦ); контрольная группа (65%) получала лучшую поддерживающую терапию (ЛПТ). 3-месячный опухолевый ответ в группе мЭГТ был получен в 29% и 48% при ГБ и АЦ, соответственно, против 4% и 10% в контроле. 1- и 2-летняя выживаемость при мЭГТ против контроля составила 77.3% против 40.9% для АЦ и 61% против 29% для ГБ. Все различия достоверны.»

### Когортные исследования
Эффективность онкотермии показана в ряде когортных исследованиях, опубликованных в рецензируемых журналах, в т.ч. при глиомах головного мозга,  раке лёгкого, печени,  поджелудочной железы, колоректальном раке и саркомах мягких тканей. Исследования с негативным результатом отсутствуют.

### Текущие исследования
В настоящий момент выполняется 15 онкологических клинических исследований, в том числе 6 рандомизированных контролируемых исследований (РКИ) и 9 обсервационных, а также 6 исследований неонкологической направленности и 22 экспериментальных исследования (и 4 планируется). .

## Клиническое применение

### Нормативные документы
- Медицинская технология «Способ лечения солидных злокачественных опухолей методом онкотермии» (Разрешение на применение ФС № 2011/289 от 22.09.2011 г.)[1]

### Показания
Онкотермическое лечение показано во всех учреждениях онкологического и нейроонкологического профиля в качестве основного комплементарного метода лечения и основного химио- и радиомодификатора при всех видах солидных опухолей, первичных и метастатических, вне зависимости от стадии (I-IV) и локализации (С00-С85, D00-D09).

### Противопоказания
Абсолютные противопоказания:
- Наличие имплантированного водителя ритма.
- Наличие массивных ферромагнитных имплантатов в проекции активного электрода[п. 11][п. 12].
- Бессознательное состояние пациента.
- Общая анестезия или местная анестезия в зоне воздействия.
- Открытые раны, геморрагический синдром.
- Психосоматические заболевания в острой фазе.
- Контагиозные заболевания.
- Индекс Карновского <30%

Относительные противопоказания:
- Наличие прочих вживлённых электростимуляторовː мозговой активности (DBS), спинного мозга (SCS и т. п.), кохлеарных и зрительных имплантатов, стимуляторов эректильной функции и др.
- Наличие силиконовых имплантатов в проекции активного электрода[п. 11].
- Зоны пониженной чувствительности (после хирургических вмешательств, параличи, парезы и т. д.) в проекции активного электрода.
- Неспособность или пониженная способность пациента к коммуникации с персоналом (детский или старческий возраст, деменция и т. д.).
- Чувствительные объекты в проекции активного электрода (глаза, яички у лиц продуктивного возраста).
- Несформировавшийся послеоперационный шов в зоне воздействия электрода (до 14 дней после хирургической операции).
- Состояние после трансплантации органов.
- Беременность.
- Декомпенсированная сердечная недостаточность.

### Осложнения и побочные эффекты
При онкотермии могут возникать следующие побочные эффекты:
- местная гиперемия кожи в области воздействия
- усталость, кратковременная астения
- головная боль
- эйфория
- субфебрильная температура в течение нескольких суток после лечения

Частота побочных эффектов не превышает 15%, они являются незначительными, преходящими и не требуют прерывания или прекращения лечения. В ряде случаев необходима симптоматическая терапия.
К осложнениям онкотермии относятся:
- ожоги кожи и подкожной клетчатки в проекции активного электрода
- подкожный жировой фиброз

Частота осложнений I-II степени тяжести не превышает 3%, осложнения III-IV степени тяжести не зарегистрированы даже при интенсивности воздействия, в 3-5 раз превышающей рекомендованный уровень.
Поверхностные ожоги кожи I-II степени тяжести в большинстве случаев проходят самостоятельно в течение нескольких часов после процедуры. Ожог подкожного жирового слоя клинически проявляется образованием болезненного подкожного инфильтрата, иногда субфебрильной температурой и ухудшением общего самочувствия пациента, в большинстве случаев требует приёма нестероидных противовоспалительных средств, разрешается без осложнений за 1-2 недели, и требует перерыва в лечении вплоть до полного устранения симптомов.
Надёжным средством профилактики ожогов является строгое соблюдение правил выполнения процедуры.

### Место онкотермии в комплексном лечении онкозаболеваний
| Клиническая группа      | II                                   | III                                  | IV                    |
| ----------------------- | ------------------------------------ | ------------------------------------ | --------------------- |
| Тип лечения             | Радикальное                          | Реабилитация/ Вторичная профилактика | Поддерживающее        |
| Конвенциональные методы | Хирургия, радиотерапия, химиотерапия | Не применяются                       | Ограниченно применимы |
| Онкотермия              | Универсальный модификатор            | Метод выбора                         | Базовый метод         |

Сфера применения онкотермии в онкологии

Актуальность онкотермии обусловлена двумя факторами: настоятельной потребностью в повышении эффективности (модификации) конвенциональных методов лечения и имеющимся "пробелом" методов конвенциональной онкологии в области поддерживающего паллиативного лечения и онкологической реабилитации. Конвенциональные методы в основном обеспечивают радикальное лечение (II клиническая группа) и отчасти поддерживающее паллиативное лечение (IV клиническая группа) в виде химиотерапии и иммунотерапии. Основной объём поддерживающей помощи осуществляется методами альтернативной медицины. Вторичная профилактика рака, которая должна составлять основу онкологической реабилитации (III клиническая группа), фактически отсутствует; более того, отсутствует понимание того, какими методами и средствами она может выполняться. Система онкологической помощи перегружена радикальным лечением и не имеет дополнительных мощностей и квалифицированного персонала для паллиативной помощи и реабилитации.
Внедрение онкотермии обеспечивает полный цикл лечения онкологических заболеваний, включающий:
- повышение эффективности (модификацию) конвенциональных методов радикального лечения (II клиническая группа);
- вторичную профилактику рака (III клиническая группа);
- поддерживающее и терминальное паллиативное лечение (IV клиническая группа).

Декларируется, что онкотермия способна заполнить существующие пробелы конвенциональной онкологической помощи, поскольку имеет неограниченный объём применения (неоадъювантное и адъювантное, комбинированное или монотерапия, при всех локализациях солидных опухолей и любых стадиях заболевания), является эффективным, нетоксичным и простым в применении методом, практически не имеет противопоказаний и повышает качество жизни пациентов; не имеет расходных материалов, предъявляет минимальные требования к квалификации персонала (в частности, может обслуживаться врачами и медсёстрами неонкологического профиля) и помещению (может применяться в помещениях общего пользования).

### Радиомодификация

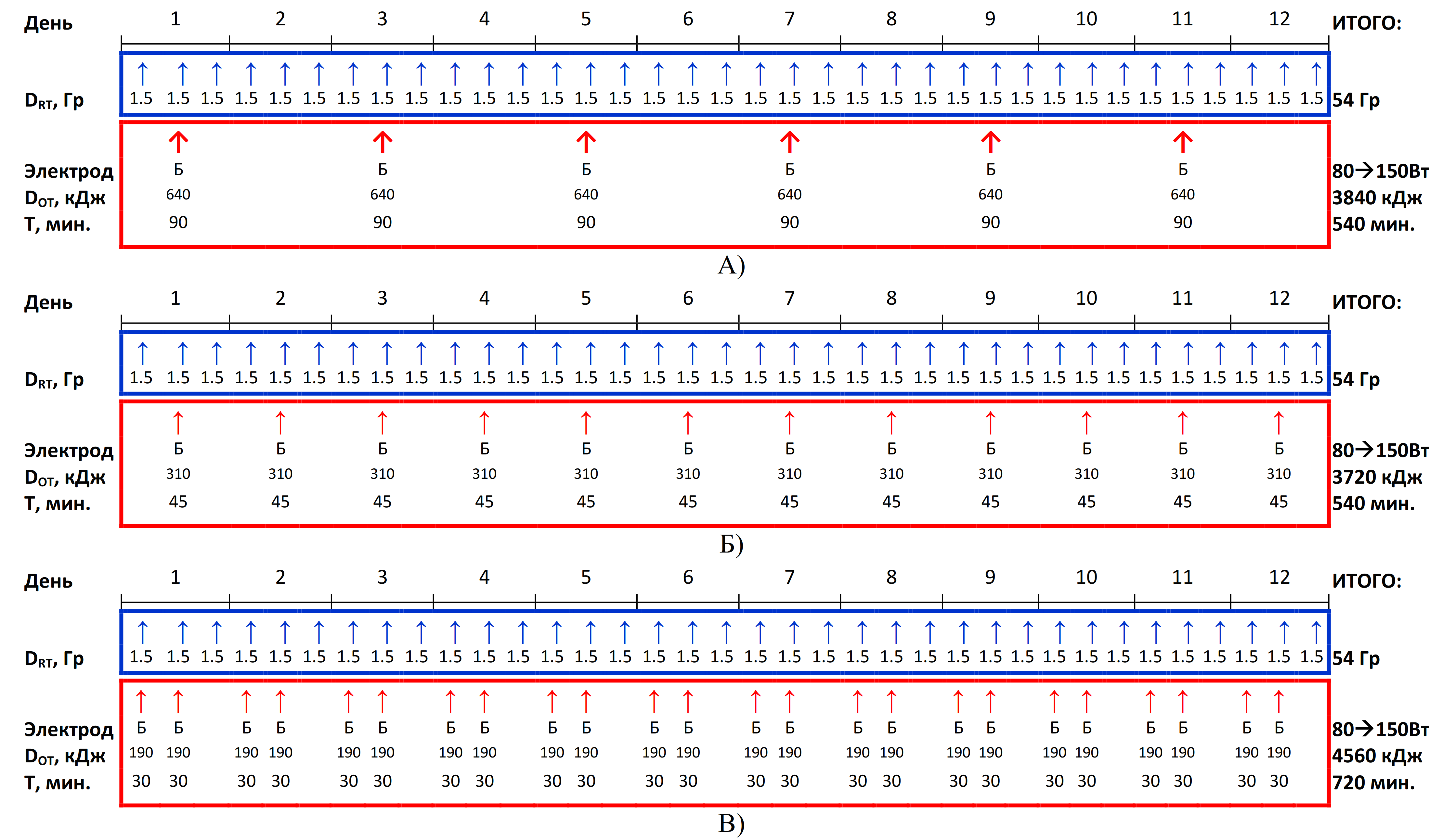
Варианты онкотермической радиомодификации гиперфракционированного мелкофракционного лучевого протокола (CHART, рак лёгких, 54 Гр в течение 12 дней, СОД=54 Гр, РОД=1,5 Гр 3 р./день): А) стандартная; Б) фракционированная (½); В) гиперфракционированная (⅓).

Основными действующими механизмами лучевого повреждения являются прямой разрыв химических связей под действием ионизирующей радиации и активация свободнорадикальных процессов, значение которых определённо установлено на основании критической зависимости эффективности лучевой терапии от парциального давления кислорода в облучаемых тканях, а также по радиопротекторному эффекту антиоксидантов. Лучевая терапия нарушает механизмы клеточного деления, и наиболее эффективна в фазах G1, G2 и M, но малоэффективна в отношении клеток, находящихся в S-фазе и клеток, не участвующих в делении (фаза G0). Процент делящихся клеток в опухоли в каждый момент времени варьирует от 1 % до 10 %, из них не менее 25-30 % находится в резистентной S-фазе. Кроме того, большая часть опухоли находится в состоянии гипоксии; гипоксическая фракция растёт по мере роста опухоли, и в больших опухолях может достигать 90 % её массы. В гипоксических зонах эффективность радиотерапии снижена на 30-70 %.
После лучевого воздействия запускаются процессы постлучевой репарации, связанные с восстановлением повреждённой структуры и функции ДНК, белков и липидов. Постлучевая репарация — в высокой степени энергозависимый процесс. Здоровые клетки с эффективным аэробным метаболизмом имеют высокий репаративный потенциал, а злокачественные клетки с низкоэффективным, преимущественно анаэробным метаболизмом, — существенно меньший, что определяет более высокую способность здоровых тканей регенерировать после лучевого повреждения: это различие лежит в основе теории фракционирования радиотерапии.
Онкотермия модифицирует эффект лучевой терапии посредством термозависимых и нетермозависимых механизмов.
Термозависимая радиомодификация основана на следующих механизмах:
- повышение опухолевой перфузии в диапазоне умеренной гипертермии (<42,0 °C) повышает оксигенацию и радиочувствительность опухоли (радиосенсибилизация);
- энергоистощение опухоли в диапазоне экстремальной гипертермии (>42,0 °C) приводит к подавлению энергозависимой постлучевой репарации опухоли и потенцированию эффекта радиотерапии (радиопотенцирование);
- гипертермия наиболее эффективна в центральных, плохо васкуляризованных, гипоксических зонах опухоли, где эффективность радиотерапии незначительна (комплементарный эффект);
- гипертермия способна стимулировать переход клеток к делению из фазы G0; эти клетки становятся радиочувствительными.

Практическая эффективность термозависимых механизмов радиомодификации невысока. Показано, что температура более >42 °C достигается только в небольшой части опухоли (5-20 %) с плохой васкуляризацией, которая является клинически незначимой. В клинически значимых областях роста опухоли с хорошей васкуляризацией температура не повышается выше 42 °C, и в основном колеблется в диапазоне 39-41 °C, то есть полноценное использование гипертермического радиопотенцирования технически невозможно (См. Проблема экстремального нагрева).
Исследования по умеренной гипертермии (<42 °C) показали, что наблюдаемое при ней «брутто»-повышение парциального давления кислорода в тканях опухоли, на которое опиралась теория гипертермической радиосенсибилизации, в основном связано с шунтированием крови через опухоль, тогда как реальное повышение тканевой оксигенации является кратковременным и преходящим, поскольку быстро (в течение 1 часа после окончания гипертермического воздействия) сменяется длительным угнетением микроциркуляции (См. Проблема несостоятельности умеренной гипертермии), что не позволяет эффективно использовать его в целях радиосенсибилизации,
Нетермозависимая модификация основана на следующих механизмах:
- поскольку повреждение мембран играет основную роль в механизме лучевого повреждения, наряду с воздействием на ДНК и механизмы деления, а онкотермия вызывает повреждение мембран➤, сочетанное воздействие онкотермии и радиотерапии обладает мембранотропным синергизмом;
- мембранотропные эффекты онкотермии активны в отношении всех злокачественных клеток, вне зависимости от фазы клеточного цикла и степени оксигенации, поэтому эффективно дополняют радиотерапию;
- онкотермия подавляет неоваскуляризацию; лучевая терапия не обладает таким эффектом➤;
- онкотермия активизирует отсроченные механизмы апоптоза клеток опухоли➤;
- онкотермия обладает выраженным абскопальным эффектом и эффектом «свидетеля»➤.

Таким образом, основу онкотермической модификации составляют нетермозависимы механизмы, связанные в основном с дестабилизацией мембран, значительно усиливающей мембранотропный эффект радиотерапии. Согласно имеющимся данным, онкотермическая модификация повышает локальный эффект радиотерапии в 1,5-2,5 раза (ФИД = 1,5-2,5).
Хотя онкотермическая модификация позволяет снизить суммарную дозу радиотерапии на 25-50 %, не рекомендуется снижать дозу без веских оснований (токсичность). Данные исследований показывают, что хотя модификация позволяет существенно повысить эффективность низкодозовой радиотерапии, общая эффективность такого воздействия может быть ниже, чем эффект высокодозовой радиотерапии.

### Химиомодификация

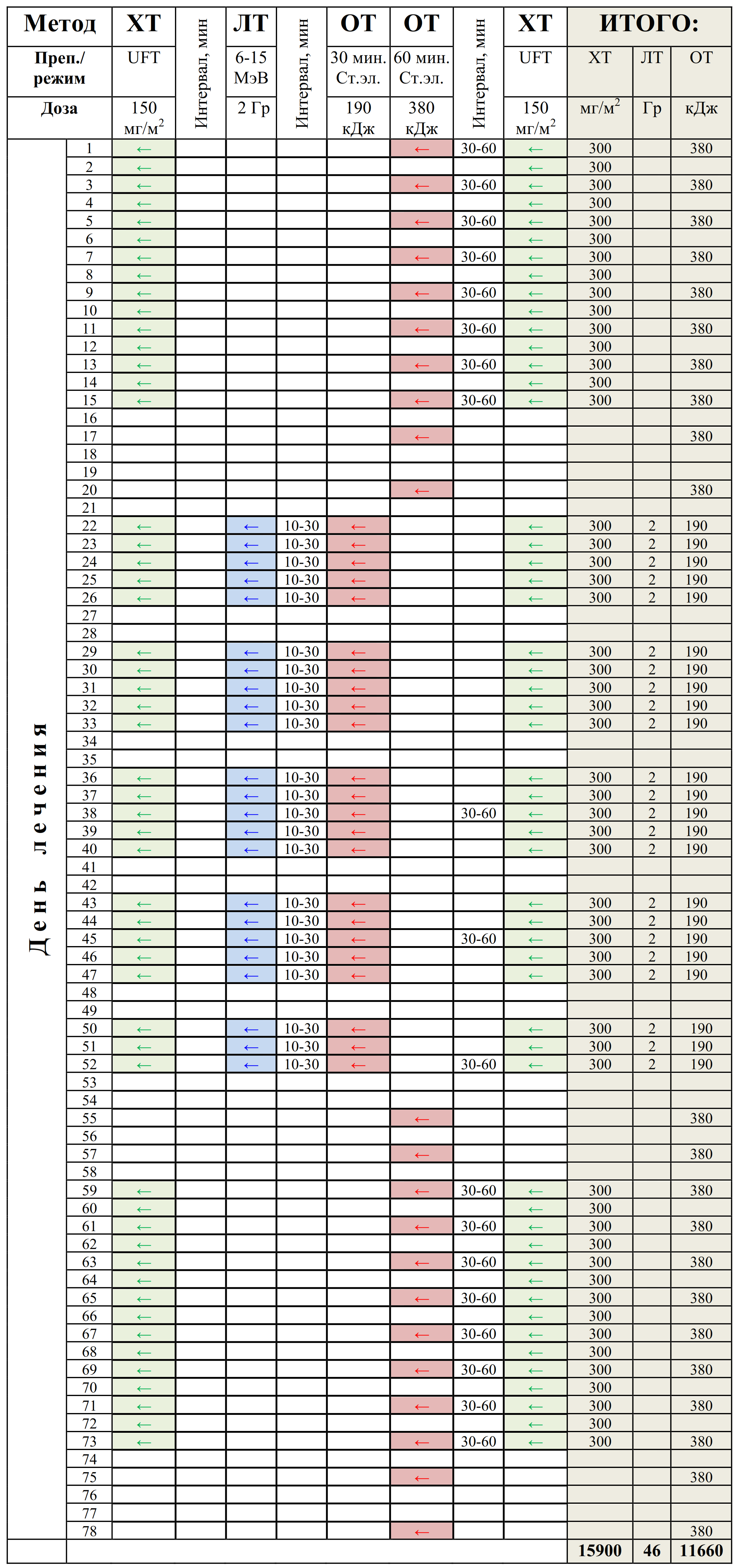
Примерный протокол комплексной химиорадиомодификации(адъювантная терапия после резекции рака желудка с высоким риском рецидива, адаптированный протокол Macdonald с урацил-тегафуром)

Онкотермия применяется для повышения эффективности химиотерапии. В основе химиомодификации лежат следующие механизмы:
- повышение доставке химиопрепарата в ткани опухоли при повышении опухолевого кровотока при температуре ниже температуры ангиоблокады (<42,5 °C);
- повышение химической активности химиопрепарата, которое упрощённо описывается правилом Вант-Гоффа[п. 15];
- термозависимая активизация специфического трансмембранного транспорта химиопрепарата;
- термонезависимая активизация неспецифического трансмембранного транспорта химиопрепарата в результате онкотермической дестабилизации мембран и неспецифического повышения мембранной проницаемости.

Три последних механизма химиомодификации являются препарат-зависимыми, то есть специфическими для каждого действующего вещества в зависимости от его индивидуальных свойств:
- температурного коэффициента химической активности;
- вида трансмембранного транспорта (активный, пассивный);
- специфических характеристик молекулы вещества, определяющих возможность его неспецифического проникновения в клетку через мембранные поры (размер молекулы, полярность, гидрофильность, степень гидратации и т. п.)

Таким образом, существуют общие для всех химиопрепаратов закономерности химиомодификации, основанные на изменении уровня доставки препарата в ткани, и специфические для каждого препарата закономерности химиомодификации, основанные на его физико-химических особенностях; в результате каждый химиопрепарат обладает индивидуальными характеристиками взаимодействия с онкотермией:
- синергизмом (совокупный эффект превосходит сумму составляющих его эффектов);
- аддитивностью (эффекты суммируются);
- диссинергизмом (совокупный эффект меньше суммы составляющих его эффектов).

Онкотермическая химиомодификация позволяет повысить эффективность химиотерапии в 1,5-2,5 раза или снизить дозу химиопрепарата в 1,5-2 раза, при этом не рекомендуется снижать дозы химиопрепарата более чем на 50 %.
Онкотермия применяется одновременно со введением химиопрепарата или после него, в зависимости от его фармакокинетики, так как онкотермию целесообразно выполнять при максимальной концентрации химиопрепарата в крови (Cmax).

### Монотерапия
В общем случае онкотермия в качестве монотерапии может применяться:
- при неэффективности других методов лечения;
- если применение других методов лечения по различным причинам невозможно;
- в случае отказа пациента от других методов лечения.

Основной сферой применения онкотермии в качестве монотерапии является паллиативное лечение.

### Неоадъювантное и адъювантное лечение
Онкотермия в неоадъювантном и адъювантном режимах может применяться в виде сочетанного и раздельного лечения.
Основания для неоадъювантного и неоадъювантного применения онкотермии:
- устранение местных тканевых, венозных и лимфатических прорастаний и остаточных элементов опухоли;
- устранение метастазов в регионарные лимфоузлы;
- устранение периканкроза и демаркация опухоли;
- перевод первично неоперабельных опухолей в операбельные;
- возможность уменьшения объёма резекции (особенно актуально в нейрохирургии);
- подавление неоваскуляризации;
- снижение вероятности рецидивирования / метастазирования;
- улучшение качества жизни;
- улучшение ближайших и отдалённых результатов хирургии.

Комбинированное лечение является основным вариантом неоадъювантного и адъювантного применения онкотермии, и применяется с целью повышения эффективности/снижения токсичности лучевой и химиотерапии.
В отличие от радиотерапии и химиотерапии, онкотермия улучшает состояние пациента и повышает качество его жизни. Онкотермия, как и лучевая терапия, является локальным методом лечения и не обладает облигатным системным действием (тж. см. "Абскопальный эффект").

### Паллиативное лечение
Основными задачами онкотермии при паллиативном лечении являются воздействие на патологический процесс с целью стабилизации течения заболевания или достижения ремиссии, снятие болевого синдрома и повышение качества жизни.
По имеющимся данным, применение онкотермии в сочетании с иммунотерапией в условиях хосписа (терминальная помощь) приводит к полной локальной ремиссии в 1-3 % случаев, к частичной локальной ремиссии в 5-10 % случаев, к стабилизации течения заболевания в 10-25 % случаев; суммарная эффективность (полная + частичная ремиссия + стабилизация заболевания) составляет 20-35 %.
Паллиативная онкотермия выполняется в сочетании с химиотерапией или в виде монотерапии. Большинство исследователей сообщают о синергизме онкотермии и химиотерапии. Есть данные о диссинергизме онкотермии и химиотерапии, а именно о снижении эффективности онкотермии при добавлении химиотерапии.

### Онкологическая реабилитация
Онкотермию в реабилитационных целях применяют для профилактики рецидивов и/или метастазирования: уничтожения остатков злокачественных тканей, локальных прорастаний или первичных очагов метастазирования, подавления неоангиогенеза. Параллельно онкотермия решает общереабилитационные проблемы: улучшает общее состояние пациента, купирует болевой синдром, а также может применяться для решения неонкологических проблем пациента — лечения травм, суставных и сухожильных синдромов, очагов хронического воспаления.
Онкотермия может быть основой для построения реабилитационных программ или включаться в реабилитационные программы для повышения их эффективность.

### Неонкологическое применение
Имеются данные о применении онкотермии для лечения гиперплазии простаты и хронического простатита, болезни Лайма (бореллиоза), болезни Пейрони, люмбаго, бронхиальной астмы, хронического бронхита, ревматоидного артрита, хронических воспалительных заболеваний малого таза.

## Технология

### Технология сопряжения и частота
Для передачи энергии в тело пациента при онкотермии используется частота 13.56 МГц. Эта частота не обладает "чудесными" или "уникальными" свойствами, её преимуществом является принадлежность к так называемым "открытым" частотам для промышленного, научного и медицинского применения (ISM), что позволяет избежать проблем с электромагнитной совместимостью и лицензированием радиочастот. В целом, оптимальным для целей электрогипертермии является высокочастотный диапазон (3-30 МГц) c оптимумом около 10 МГц (8-15 МГц), где показана пиковая эффективности ряда нетермических технологий, в частности, диэлектрофореза и биоэлектрического эффекта. Ближайшие ISM-частоты меньше отвечают требованиям онкотермии: частота 7.28 МГц характеризуется повышенным поверхностным поглощением, что требует интенсивного охлаждения кожи и повышения мощности излучения до небезопасной; частота 27.12 МГц имеет в 1.4 раза меньшую глубину проникновения, поэтому также требует применения повышенной мощности.

#### Глубина проникновения
Глубина проникновения падающей волны при частоте 13.56 МГц составляет от 11-12 см в жидкостях организма до 80-90 см в костной ткани и жировых тканях (в т.ч. молочной железе), и в основном варьирует от 17 см в гидрофильных тканях (мышцы, матка, железы) до 30-44 см в липофильных тканях (белое и серое вещество головного мозга). В основных паренхиматозных органах (почка, печень, селезёнка, лёгкие) глубина проникновения составляет 22-28 см. Такая глубина проникновения достаточна для большинства случаев клинического применения, поскольку передне-задний размер тела никогда не превышает 30 см (а в 99% случаев меньше 25 см), при этом максимальная глубина прогрева не превышает половины передне-заднего размера или 15 см, т.е. находится в пределах 35-50% поверхностной мощности.
При ёмкостном сопряжении глубина проникновения больше ввиду ближнеполевого характера взаимодействия в реактивной части поля, в связи с чем для него неприменимы закономерности аттенуации падающего излучения, однако точных расчётов нет.
При использовании импедансного сопряжения глубина проникновения в 1.5-2 раза превышает глубину проникновения падающей волны, поскольку распространение электрического тока не подчиняется волновым закономерностям, обусловленным преимущественно  диэлектрическими потерями, и составляет 30-50 см. Это позволяет передавать энергию в глубокие ткани с минимальными потерями.

### Импедансное сопряжение

Варианты передачи энергии (сопряжения) в РЧ-контуре

См: Виды электромагнитного сопряжения.
Допустимый частотный диапазон электрогипертермии составляет 1-50 МГц: нижняя граница определяется резким ростом поверхностного поглощения излучения, верхняя — границей диапазона бета-дисперсии. В связи с этим, единственно возможной для целей электрогипертермии является ёмкостная технология сопряжения, поскольку излучательные технологии требуют частоты >50 МГц.
При ёмкостном сопряжении энергия передаётся в тело пациента посредством переменного радиочастотного электрического поля в ёмкостной части радиочастотного колебательного контура. Иными словами, пациент играет роль диэлектрика между обкладками конденсатора, в качестве которых выступают электроды. Поскольку при частоте (13,56 МГц) длина волны в воздухе составляет 22 м, а в тканях 0,7-2,0 м, при расстоянии между электродами, не превышающем обычно 25 см, зона воздействия находится в области ближнего поля, в котором ведущую роль играет электростатическое взаимодействие, поэтому для описания процессов в области интереса используются общие закономерности распространения электрического поля.
При онкотермии применяется специфический тип ёмкостного сопряжения — импедансное сопряжение, отличие которого состоит в том, что оно основано на электрическом сопряжении, а не на диэлектрическом. При ёмкостном сопряжении электропроводность диэлектрика не имеет значения и может отсутствовать в случае идеального диэлектрика; нагрев при этом обусловлен механизмом дипольной релаксации, то есть поворотами (колебаниями) дипольных молекул с частотой прилагаемого высокочастотного поля. В случае реального диэлектрика, обладающего проводимостью, в нём формируется наведённый электрический ток; при этом нагрев обусловлен как дипольной релаксацией, так и ионной релаксацией, связанной с движением ионов в электрическом поле. Пик дипольной релаксации для различных форм воды (свободная-связанная) при комнатной температуре лежит в СВЧ-диапазоне (3-30 ГГц). В высокочастотном (ВЧ) диапазоне (3-30 МГц) доминирующим механизмом нагрева является ионная релаксация (электрический ток). Таким образом, импедансное сопряжение, в отличие от ёмкостного, направлено не просто на нагрев, а на формирование в радиочастотном контуре максимального электрического тока, или на такой нагрев, в котором максимальную роль играет электрический, а не диэлектрический компонент. Необходимым условием этого является точное динамическое согласование импедансов активной (излучающая система) и пассивной (тело пациента) частей радиочастотного контура.

Отличие ёмкостного и импеденсного сопряжения

#### Различие импедансных и ёмкостных систем
Ввиду конструктивной близости ёмкостных и импедансных систем существует необходимость их различения. Простым способом отличить импедансную систему от ёмкостной является размыкание РЧ-контура —  например, путём отделения электрода от тела пациента. При этом импедансная система должна прекратить подачу энергии ввиду резкого роста импеданса цепи и невозможности, в связи с этим, формирования электрического тока в тканях, тогда как ёмкостная система увеличит подачу энергии для компенсации увеличения импеданса, так как для диэлектрического нагрева проводимость не важна.
Принципиальное различие клеточных эффектов онкотермии и ёмкостной гипертермии показано в эксперименте В частности, показано, что, в отличие от ёмкостной гипертермии и температурной гипертермии, онкотермия:
- индуцирует апоптоз;
- индуцирует каспазо-зависимые пути клеточной смерти;
- индуцирует кальций-зависимые пути клеточной смерти;
- индуцирует внеклеточную экспрессию HSP70;
- индуцирует экспрессию белков межклеточных соединений.

### Избирательность и автофокусировка
Селективность онкотермии основана на автоматической фокусировке энергии излучения в злокачественных клетках и тканях вследствие одновременного действия трёх механизмов:
- импедансного➤, реализующемся на уровне опухолевой ткани (макроскопическом)
- мембранного, основанном на бета-дисперсионном механизме➤, реализующемся на клеточном уровне (микроскопическом)
- модуляционного➤, который эффективен как на макроуровне, так и на микроуровне.

Импедансное сопряжение обеспечивает макроскопическую избирательность воздействия онкотермии на ткани опухоли (автофокусировку), основанную на повышенной проводимости (сниженном импедансе) злокачественных тканей вследствие их хаотической дезорганизации и значительного увеличения доли межклеточной жидкости (с 3-10 % до 10-50 %), являющейся эффективным проводником. Вследствие этого электропроводность злокачественных тканей в 5-7,5 раза выше, чем у нормальных (тогда как различия в диэлектрической проницаемости, обеспечивающей селективность воздействия при ёмкостном сопряжении, не превышают 2-5 раз при гораздо более высокой вариабельности). Способность электрического тока концентрироваться в участках среды с наименьшим сопротивлением хорошо известна, давно используется в медицине, в частности, в импедансной томографии, и приводит к селективному нагреву таких участков, что достоверно показано в эксперименте.
Таким образом, макроскопический участок злокачественной ткани, находящийся в переменном высокочастотном электрическом поле импедансной системы, будет автоматически селективно нагреваться в силу своей повышенной электропроводности. Фрактальная модуляция, повышающая поглощение энергии модулированного излучения злокачественными тканями, усиливает макроскопическую селективность онкотермии.
Мембранотропный механизм действия онкотермии обеспечивает высокую селективность воздействия на микроуровне, вплоть до единичных клеток, основанную на различии мембранного потенциала доброкачественных (-70 — −90 мВ) и злокачественных (-40 — −60 мВ) клеток. Поскольку поддержание мембранного потенциала является основной частью энергозатрат клетки в покое, злокачественные клетки с низкоэффективным, преимущественно анаэробным метаболизмом, не в состоянии поддерживать высокий мембранный потенциал. В результате, при воздействии переменного высокочастотного электрического поля на здоровые клетки, их мембранный потенциал снижается незначительно, тогда как снижение мембранного потенциала злокачественных клеток может превышать 20 мВ, и приводит к выраженной дестабилизации мембран, вплоть до их разрушения. Многочисленные механизмы электромагнитного подавления клеточной пролиферации также эффективны на клеточном уровне.

Селективный онкотермический нагрев яичного белка: денатурация белка (>60 °C) развивается "изнутри", температура воды ≤40 °C.

В эксперименте на смешанных культурах клеток показано, что онкотермическое воздействие не повреждает нормальные клетки, но разрушает злокачественные, причём степень разрушения пропорциональна степени злокачественности, поскольку снижение степени дифференцировки опухолевых тканей сопряжено с соответствующим снижением мембранного потенциала, повышением степени хаотической дезорганизации и соответствующей электропроводности, и соответствующим изменением спектральных характеристик ткани.
Ввиду автоматической фокусировки и клеточной избирательности воздействия, онкотермия не нуждается в искусственной фокусировке – злокачественные ткани и клетки, находящиеся в проекции активного электрода, автоматически подвергаются воздействию; при этом максимальная температура развивается внутри опухоли (нагрев "изнутри") при минимальном нагреве здоровых тканей. Это позволяет добиться максимальной эффективности (КПД) доставки энергии в ткани, что, в свою очередь, позволяет использовать минимальную мощность (80-150 Вт по сравнению с 500-1800 Вт у гипертермических систем с сопоставимым размером электродов).

### Нагрев
При онкотермии температура в тканях может повышаться до 43-44˚C. Возможность такого высокого нагрева обусловлена тем, что онкотермия является неравновесным процессом, и при отсутствии термодинамического равновесия различие в температурах между здоровыми и злокачественными тканями гораздо выше, чем при равновесной гипертермии, когда оно не превышает 1˚C. Также, высокая селективность поглощения энергии при онкотермии обеспечивает больший температурный градиент между опухолью и окружающими здоровыми тканями, и позволяет избежать перегрева последних.
При этом, в отличие от температурной онкологической гипертермии, интенсивный нагрев при онкотермии является не целью, а, скорее, побочным эффектом, платой за достижение выраженного нетермического эффекта, в полном соответствии с постулатом  Г. Швана о невозможности достичь существенных нетермических эффектов при интенсивности поля, которая не вызывает существенного нагрева.

### Термоконотроль
Ввиду нетемпературозавивисимости эффекта, онкотермия не нуждается в термометрии для контроля эффективности.
Эффективность онкотермии, по существу, не зависит от температуры: поскольку температура per se обеспечивает не более 25 % общей эффективности, и при определённых условиях ею можно пренебречь. В эксперименте и клинически показано, что эффективность онкотермия сохраняется при нормотермии (≤38˚C), достигаемой охлаждением тканей. Это открывает широкие возможности, в частности, при лечении опухолей чувствительных органов и локализаций (головной мозг, ворота печени и т. п.) и термочувствительных пациентов. Кроме того, низкотемпературное воздействие более безопасно, поскольку меньше провоцирует рост опухоли.
Онкотермия также не нуждается в термометрии для контроля безопасности процедуры ввиду использования "кожного сенсора".

#### Кожный сенсор
Контроль безопасности процедуры онкотермии обеспечивается по субъективным ощущениям пациента на основе запатентованной концепции "кожного сенсора". Кожа является идеальным сенсором, поскольку имеет два типа рецепторов: терморецепторы и болевые рецепторы. Холодная кожа и подкожная клетчатка обладают высоким сопротивлением ("кожный резистор"), в связи с чем быстро перегреваются при ёмкостном нагреве, что приводит к активации терморецепторов. При появлении ощущения жжения оператор должен уменьшить мощность до безопасной. Сопротивление кожи в основном определяется уровнем кожного кровотока, который при нагревании может увеличиваться в 8-12 раз. По мере нагрева кожи в ходе процедуры её сопротивление снижается, что позволяет оператору увеличивать мощность без перегрева кожи, ориентируясь по ощущению жжения. Сила тока также имеет пороговое значение (~1А/см2), после которого наступает повреждение кожи. Превышение этого порога активирует болевые рецепторы, при этом оператор должен понизить мощность до безопасной. Поскольку интенсивность поля экспоненциально снижается в глубину, отсутствие перегрева и электроповреждения кожи и подкожной клетчатки автоматически обеспечивает отсутствие термоэлектрического повреждения глубоких тканей и безопасность процедуры.
Обязательным условием использования "кожного сенсора" является физиологическое охлаждение кожи (не ниже 20 °C), не снижающее кожной чувствительности. Это требование автоматически влечёт за собой требование низкой мощности.

#### Безопасность субгипертермических температур
Влияние фебрильных и субфебрильных температур на рост опухолей при онкологической гипертермии является предметом спекуляций, основанных на неверной интерпретации экспериментальных данных. В 60-х гг. Манфред фон Арденн указывал на возможность усиления роста опухоли в диапазоне температур 38-40˚С, диапазон 40-42˚Со считал химиосенсибилизирующим, а сверх 42˚С — тумороцидным. Эта градация была некритично воспринята гипертермическим сообществом, и, в частности, воспроизведена в работах школы Александрова, откуда перекочевала во все отечественные методические рекомендации. В результате в онкологической среде существует убеждение в безусловной опасности температур менее 40˚С как стимулирующих рост опухолей, с чем связано стремление как можно быстрее нагреть опухоль до 40˚С и выше. Данное мнение ошибочно.
В основе указанной градации температур лежат данные Селаври с соавторами, которые в 1957 г. установили основные закономерности влияния гипертермии на клеточные линии in vitro при длительной (несколько суток) инкубации в водяной бане: 
- ускорение клеточного роста до 39 °C с максимумом при 38 °C;
- прерывание митотического цикла в метафазе в диапазоне 39-40 °C;
- развитие необратимого клеточного повреждения после 40 °C;
- летальный диапазон 42-46 °C.

Однако, такая картина устанавливается только после 24 часов инкубации, тогда как через 6 часов митотическая стимуляция была практически равной в диапазоне 38-41 °C (3.7-4.1% против 2.3-2.8% при 36 °C), и только температура свыше 42 °C останавливала вхождение новых клеток в цикл митоза, а через 12 часов нагрева митотический индекс был значительно выше при 41 °C, чем при 38 °C (10.4% против 4.2%), и снизился до нуля при 41 °C только через 24 часа. В тканях к непосредственной термостимуляции клеточной пролиферации добавляется дополнительная стимуляция, обусловленная усилением кровотока в опухоли и улучшением её трофики и оксигенации, но опухолевый кровоток также нарастает по мере повышения температуры, по меньшей мере, до 41-42˚С. Также, по мере термоиндуцированного роста кровотока в опухоли и в окружающих тканях, растёт внутриопухолевое давление, что повышает опасность лимфогенного метастазирования.
Поскольку стандартная длительность процедуры онкологической гипертермии обычно составляет 1-2 часа, и максимальная температура практически никогда не превышает 42 °C, очевидно, что весь диапазон гипертермии (≤42 °C) стимулирует рост опухолей, и опасность такой стимуляции при краткосрочном (<12 ч) воздействии растёт по мере роста температуры. Следовательно, низкие температуры при краткосрочном воздействии более безопасны, чем высокие, и боязнь низких температур при онкотермии не обоснована.

### Мощность и охлаждение
Поскольку трансмембранный температурный градиент, лежащий в основе мембранотропного бета-диаперсионного механизма онкотермии, максимален в фазе нагрева (неравновесная фаза) и минимизируется при достижении термодинамического равновесия (фаза «плато» в гипертермии), онкотермическое воздействие ориентировано на непрерывность фазы нагрева без выхода на «плато». Ввиду высокого КПД воздействия и безопасности субгипертермических температур, при онкотермии нет необходимости в высокой мощности, превышающей кожный болевой порог и требующей, следовательно, интенсивного охлаждения кожи, которая при гипертермии необходима для быстрого достижения равновесного состояния, поэтому вместо гипертермической концепции высокой мощности и интенсивного охлаждения в онкотермии используется концепция низкой мощности (удельная мощность <1 Вт/см2 (обычно 0,2-0,5 Вт/см2), что в 4-10 раз ниже, чем при гипертермии) и умеренного, физиологического охлаждения (+20 °C), позволяющая добиться минимальных потерь мощности в подкожном слое и максимально глубокой доставки энергии.

### Функционально асимметричные электроды

Сравнение симметричных и функционально асимметричных электродов при ёмкостном нагреве

Преимущества функционально асимметричной схемы прямо вытекают из недостатков функционально симметричных электродов, традиционно применяемых в ёмкостных гипертермических системах, к которым относятся:
- Нестабильность поля. РЧ-поля со значительной длиной волны (вплоть до микроволнового диапазона) не обладают достаточной стабильностью в области ближнего поля, и легко деформируются, что приводит к формированию "горячих пятен". Поскольку виртуальный нулевой потенциал поля находится между электродами, он легко мигрирует при любом отклонении электродов от строго оппозитного и параллельного положения (чего на практике никогда не удаётся избежать), а также, например, в направлении массивных металлических предметов[п. 28], усугубляя нестабильность поля.
- Минимум нагрева в зоне интереса. Поскольку максимум нагрева при РЧ-воздействии приходится на поверхность тела (область, непосредственно находящуюся под электродом), а при распространении вглубь тела мощность поля экспоненциально снижается, минимум нагрева приходится на середину расстояния между электродами. Хотя в результате суперпозиции полей двух электродов центральный нагрев при благоприятных условиях может практически сравниваться с поверхностным, на практике он всегда меньше. Проблема усугубляется также нестабильностью симметричного поля, что приводит к чередованию "горячих пятен" и участков пониженного нагрева.
- Бесполезный (вредный) нагрев вне зоны интереса. Поскольку зона интереса (опухоль) располагается центрально или ближе к одному из электродов в паре, нагрев в области противоположного электрода (50% энергии системы) бесполезен, а с практической точки зрения вреден, поскольку повышает радио- и химиочувствительность здоровых тканей. При оптимальной суперпозиции полей и достаточной мощности (не менее 1500 Вт) удаётся равномерно нагреть весь объём тканей между электродами, при этом, учитывая малый размер области интереса, до 95% энергии тратится на бесполезный нагрев.

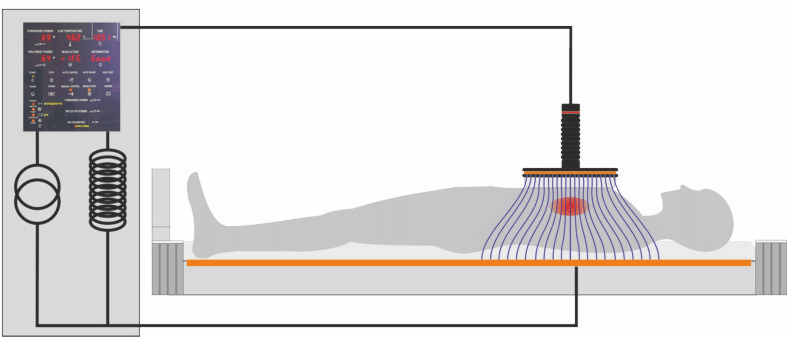
Принципиальная схема онкотермической установки

При функционально асимметричной схеме электроды отличаются по размеру и функциям, подобно монополярной схеме в электрохирургии: так называемый "пассивный" или "нейтральный" электрод заземлён (несёт нулевой потенциал), и значительно (в 5-20 раз) превышает по площади  "активный" электрод.  В результате РЧ-поле приобретает необходимую стабильность за счёт фиксации нулевого потенциала на нейтральном электроде, что минимизирует искажения поля при взаимном наклоне электродов; при горизонтальном смещении электродов искажений не возникает ввиду того, что активный электрод, в силу малого размера, всегда находится строго в проекции пассивного электрода. При этом нагрев осуществляется практически только со стороны "активного" электрода, что позволяет на 30-50% повысить поглощение энергии в зоне интереса по сравнению с симметричной схемой при равной мощности, и избежать вредного контрлатерального нагрева.
Применение функционально асимметричной схемы позволяет добиваться высокого поглощения энергии РЧ-поля при использовании низкой мощности.

### Мультилокальное воздействие
Инновационная концепция мультилокальной онкотермии позволяет одновременно воздействовать на множественные опухоли, группы опухолевых клеток и индивидуальные клетки, локализованные в различных, отдалённых участках; при этом воздействие на каждую индивидуальную опухоль и группу опухолевых клеток осуществляется локально, не затрагивая окружающие здоровые ткани. Мультилокальное воздействие, таким образом, является функциональным аналогом общей гипертермии без свойственных этому методу отрицательных последствий, связанных с воздействием на здоровые ткани.
Концепция мультилокальной онкотермии впервые реализована в системе EHY3010 ML. Основной инновацией является применение гибких, «тканых» электродов, сотканных из полиметаллических нитей, каждая из которых имеет индивидуальную изоляцию. Каждая нить является отдельной антенной, индивидуально сопряжённой с противоэлектродом. В результате формируется сложная система полей, оптимально адаптированная к форме поверхности и электрическим свойствам участка ткани.
В классическом моноэлектроде (EHY2000) между электродом и объектом воздействия существует большое количество препятствий (мембраны, изоляторы, контактная жидкость), поглощающих значительную часть энергии. Ввиду того, что тканые электроды не требуют охлаждения и контактного болюса, и электрод непосредственно контактирует с телом пациента, потери энергии значительно снижаются, и эффективность электрода повышается в 5-10 раз. Специфические особенности тканых электродов — в частности, индивидуальная автонастройка каждой «антенны», — обеспечивает автоматическую оптимизацию воздействия на каждую опухоль, группу клеток или индивидуальную опухолевую клетку.
Применяются как электроды стандартного размера, так и индивидуально изготовленные электроды, размер которых может составлять до 50х100 см, что позволяет воздействовать на всё тело. Ввиду минимального кожного сопротивления вследствие отсутствия охлаждения и высокой селективности воздействия используется низкая мощность (<0,5 Вт/см2), гарантирующая безопасность воздействия. Также, каждый электрод оснащён индивидуальным чипом, ограничивающим максимальную мощность системы для электрода данного размера.
Как следствие, мультилокальная система может применяться при диссеминированных процессах, обладает более высокой клинической эффективностью за счёт эффективной передачи энергии в ткани, отличается простотой применения (чипированные электроды, отсутствие водяного болюса, повышенная автоматизация процедуры) и
содержания (отсутствие водяной системы охлаждения; электроды, не требующие обслуживания). В то же время, система имеет повышенные эксплуатационные расходы в связи с ограниченным сроком использования активного электрода.

### Модуляция
Используется фрактальная (розовошумная) модуляция с частотой 0-5 кГц.
В диапазоне 0-5 кГц сосредоточены основные биологически значимые резонансные частоты.

### Безопасность
Безопасность для пациента обеспечивается конструктивно:
- Низкая мощность излучения➤ и аппаратное ограничение максимальной мощности для данного размера электрода[п. 30] исключают непреднамеренные ошибки.
- Автоматическое отключения системы при резком росте импеданса контура➤ снижает риск ожогов при нарушении контакта электрода с кожей.
- Контроль по кожной температуре➤ минимизирует вероятность ожогов внутренних органов.
- Технология электродов➤ снижает неравномерность поля, краевые и тангенциальные токи и чрескожный градиент, и минимизирует вероятность поверхностных ожогов, формирования «горячих пятен» и ожогов внутренних органов.
- Многоступенчатая фильтрация радиочастотного «шума» (уровень затухания 120 дБ) сводит к минимуму общее радиочастотное облучение пациента.

Тем не менее, ввиду особенностей радиочастотного воздействия, индивидуальных особенностей термочувствительности, а также возможной диссимуляции, необходим непрерывный контроль процедуры персоналом по субъективным ощущениям пациента.
Безопасность для персонала обеспечивается эффективной фильтрацией (120 дБ), ввиду чего интенсивность радиочастотного "смога" на уровне края кушетки пациента фактически равна нулю. Вследствие этого возможно размещение нескольких установок (до 4) в одном помещении. Классификация безопасности онкотермических систем по нормативам ЕС допускает их установку в бытовых помещениях.

## Онкотермия и гипертермия

### Онкотермия как онкологическая гипертермия
Онкотермия является естественным диалектическим развитием онкологической гипертермии.
Высокочастотная электромагнитная терапия представляет собой единство противоположностей — специфических, нетермических эффектов электромагнитных полей и неспецифического нагрева, о неизбежности которого Тесла предупреждал ещё в конце XIX века. Борьба этих противоположностей, вылившаяся в конкуренцию дарсонвализации и диатермии в начале XX века, привела к необоснованному отрицанию нетермических эффектов электромагнитной терапии, формированию «термальной догмы» и температурной гипертермии. Онкотермия возникла как возврат к изначальному единству электромагнитной терапии, и, соответственно, как отрицание гипертермии, этого единства не признающей.
Ввиду несостоятельности температурной концепции гипертермии, сфера применения термоцентрических методов находится за пределами диапазона гипертермии, в диапазоне прямого клеточного термоповреждения (>45 °C). Поскольку гипертермия понимается как метод, не связанный с прямым клеточным термоповреждением, что определяет её универсальность и широкую сферу применения, в отличие от методов ВИТТ-ТА, она может быть основана только на термонезависимых эффектах. На сегодняшний день, онкотермия является единственной термонезависимой технологией гипертермического диапазона.
С формальной точки зрения онкотермия является гипертермией, поскольку обычно сопровождается гипертермическим нагревом, но фактически является качественно новым электромагнитным лечением, основанным на нетермических эффектах.

### Отличия онкотермии от гипертермии
| Параметр                             | Онкотермия                                                                               | Гипертермия                                                                                  |
| ------------------------------------ | ---------------------------------------------------------------------------------------- | -------------------------------------------------------------------------------------------- |
| Локализация применения               | Без ограничений, включая лёгкие и головной мозг                                          | В основном малый таз и брюшная полость                                                       |
| Сферы применения                     | Радио- и химиомодификация, монотерапия; радикальное, паллиативное лечение и реабилитация | В основном радио- и химиомодификация в радикальном лечении                                   |
| Безопасность                         | Менее 15 % побочных эффектов, менее 3 % осложнений I-II степени токсичности              | 50-100 % побочных эффектов, 20-50 % осложнений, в том числе 2-5% III-IV степени токсичности) |
| Термометрия                          | Не нужна                                                                                 | Обязательна, как правило инвазивная                                                          |
| Монотерапия                          | Возможна                                                                                 | Не применяется (только химио-/радиомодификация)                                              |
| Эквивалентная пропускная способность | 7 часовых процедур                                                                       | 2-5 часовых процедур                                                                         |
| Обслуживающий персонал               | 1 медсестра на 4 установки                                                               | От 2 до 5 человек на одну установку.                                                         |
| Квалификация персонала               | Обученная медсестра в любом медицинском учреждении                                       | Технология работает только при высокой квалификации персонала (как правило, в НИИ)           |
| Потребности в помещениях             | 6 кв.м. на установку, до 4 установок в одном помещении                                   | От 12 до 30 кв.м. на установку, каждая установка в отдельном помещении                       |

### Противоречия онкотермии и гипертермии
Поскольку концепция электрогипертермии подвергает сомнению обоснованность и состоятельность онкологической гипертермии и гипертермических исследований последних 20 лет, она игнорируется традиционным гипертермическим сообществом, стоящим на позициях "термальной догмы". В частности, "Международный гипертермический журнал" (International Journal of Hyperthermia) до сего времени не опубликовал ни одной статьи по электрогипертермии. Предпринимаются попытки отрицания гипертермической природы онкотермии с целью отсечь её от источников финансирования в виде страхового возмещения. В то же время, клинические результаты онкотермических исследований используются для обоснования эффективности гипертермических технологий с неподтверждённой эффективностью.
Претензии к онкотермии с точки зрения температурной гипертермии можно суммировать следующим образом:  
| Точка зрения температурной гипертермии                                                  | Точка зрения онкотермии                                 |
| --------------------------------------------------------------------------------------- | ------------------------------------------------------- |
| Низкая мощность не позволяет нагревать опухоли до гипертермических температур           | См. "Мощность и охлаждение" и "Нагрев и термоконтроль"  |
| Отсутствие искусственной фокусировки нагрева не позволяет точно нагревать целевой объём | См. "Избирательность и автофокусировка"                 |
| Отсутствие термоконтроля не обеспечивает безопасности метода                            | См. "Нагрев и термоконтроль"                            |
| Субгипертермические температуры опасны с точки зрения усиления роста опухолей           | См. "Безопасность субгипертермических температур"       |
| Онкотермия не имеет надлежащей доказательной базы                                       | См. "Особенности текущего состояния доказательной базы" |

### Современное состояние и перспективы онкотермии и гипертермии
Температурная гипертермия, стартовавшая в 70-х гг., завершает цикл своего развития. Онкотермия, стартовавшая в конце 90-х гг,  в настоящее время находится в том же состоянии, в котором гипертермия находилась в начале 90-х гг., до завершения рандомизированных исследований. Однако, есть ряд существенных отличий в динамике развития онкотермии и гипертермии.
- Гипертермия внедрялась "сверху" организованными усилиями научного сообщества (50 монографий, 4 крупных научных кластера, 10 одновременных международных рандомизированных исследований) и медицинской администрации (контракт NCI на тестирование гипертермических систем, грантовая поддержка, страховое возмещение в Японии и Германии) при скептическом отношении практической медицины ввиду недостаточной клинической эффективности и безопасности метода[3]. Онкотермия внедряется "снизу", через практическую медицину, без поддержки научного сообщества и медицинской администрации. При этом в настоящее время онкотермия с 350 установками в эксплуатации стала ведущей гипертермической технологией в мире.
- К моменту запуска рандомизированных гипертермических исследований в 80-х гг. накопилось значительное количество негативных экспериментальных и клинических данных, ставящих под вопрос концепцию гипертермии. В отношении онкотермии негативные данные отсутствуют.

Тем не менее, до окончания рандомизированных исследований делать окончательные выводы об онкотермии преждевременно.